# James Keene
James Keene, född 26 december 1985 i Wells i England, är en engelsk fotbollsspelare (anfallare) som spelar för Viskafors IF. Han har tidigare spelat för de svenska klubbarna GAIS, IF Elfsborg, Djurgårdens IF, Halmstads BK samt Östers IF.

## Karriär
Keene började spela fotboll för Portsmouths ungdomslag och spelade även två proffsmatcher för dem innan han lånades ut till Kidderminster Harriers där han gjorde sin debut i en 0–2-förlust mot Bristol Rovers på bortaplan. Keene utsågs till matchens lirare för Kidderminster och spelade efter det ytterligare fem matcher för laget. Efter det lånades han ut till Bournemouth, Boston United och i mars 2006 till svenska Gais innan han skrev ett femårskontrakt för Elfsborg.
Han gjorde sitt första Gais-mål i Allsvenskan i Göteborgsderbyt mot Örgryte. Han avslutade säsongen med Gais som klubbens interne målskytt med 10 mål på 22 matcher.
Inför säsongen 2007 skrev han kontrakt med Elfsborg till och med säsongen 2011. Den 19 januari 2012 blev det klart att James Keene lånas ut till Djurgårdens IF säsongen 2012. Efter att säsongen 2012 var färdigspelad stod det klart att Djurgården valde att inte köpa loss James Keene från Elfsborg och därmed återvände Keene till Elfsborg.
Han blev även utnämnd till Årets Järnkamin 2012 av Djurgårdens supportergrupp Järnkaminerna.
I januari 2016 värvades Keene av sydafrikanska Bidvest Wits. I juli 2019 gick han till Östers IF. I slutet av säsongen 2021 meddelade Keene att han avslutade sin karriär.
I januari 2022 gick Keene till division 6-klubben Viskafors IF.

## Karriärstatistik
Säsong, matcher (varav från start) och mål:
- 2013: –
- 2012: 26 (22) / 6 (Djurgården, på lån)
- 2011: 23 (4) / 3 (Elfsborg + Fredrikstad)
  - höst: 9 (4) / 2 (Fredrikstad, på lån) [5]
  - vår: 14 (0) / 1 (Elfsborg)
- 2010: 25 (14) / 4 (Elfsborg)
- 2009: 27 (23) / 8 (Elfsborg)
- 2008: 9 (6) / 3 (Elfsborg)
- 2007: 24 (14) / 4 (Elfsborg)
- 2006: 24 (24) / 10 (GAIS, på lån)